# 受理
| ウィキペディアには「受理」という見出しの百科事典記事はありません（タイトルに「受理」を含むページの一覧/「受理」で始まるページの一覧）。 代わりにウィクショナリーのページ「受理」が役に立つかもしれません。 |